# Intonaco

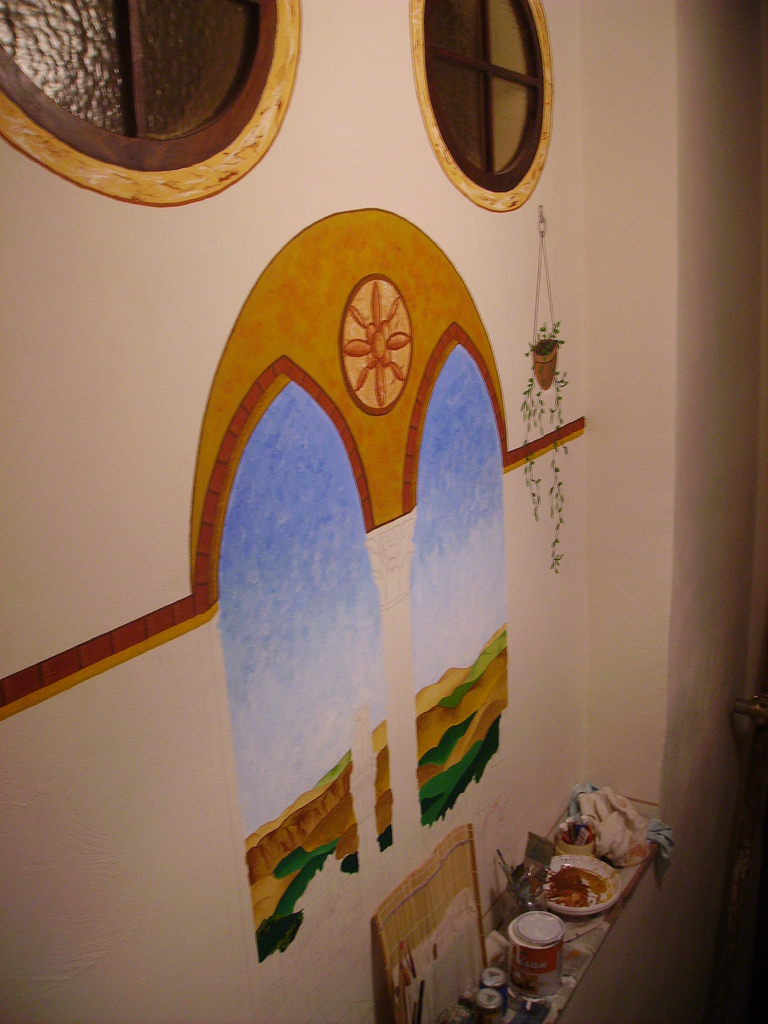
Afresco pintado em intonaco em Siena, Itália.

Intonaco é um termo italiano para a camada final, muito fina, de gesso, sobre a qual um afresco é pintado. Neste caso, a pintura é feita enquanto o gesso ainda está úmido, o que permite que o pigmento penetre no próprio intonaco. Uma camada anterior, chamada de arriccio, é espalhada de forma um pouco mais rude (ou "grossa") para prover uma base para o intonaco e precisa secar, geralmente por uns dias, antes que a camada mais fina seja aplicada e pintada sobre ela. Em italiano, o termo "intonaco" é utilizado também para designar, de forma mais ampla, para a cobertura normal de gesso ou argamassa em edifícios.
O intonaco é tradicionalmente uma mistura de areia (com granularidade menor que dois milímetros) e uma substância colante.